# Anastasia Mîskina
Anastasia Andreeevna Mîskina (în rusă Анастасия Мыскина; n. 8 iulie 1981, Moscova, RSFS Rusă, URSS) este o jucătoare profesionistă de tenis din Rusia. Ea a câștigat în 2004 French Open, devenind astfel prima jucătoare rusă ce câștigă la simplu un titlu de Grand Slam. După această victorie a urcat pe locul 3 mondial și a devenit astfel prima rusoaică din istorie ce intră în top 3. 

## Finale importante

### Grand Slam

#### Simplu: 1 (1–0)
| Rezultat   | An   | Turneu      | Suprafață | Adversar         | Scor     |
| ---------- | ---- | ----------- | --------- | ---------------- | -------- |
| Câștigător | 2004 | French Open | Zgură     | Elena Dementieva | 6–1, 6–2 |

### Jocurile Olimpice

#### Simplu: 1 (0–1)
| Rezultat | An   | Turneu                  | Suprafță | Adversar     | Scor     |
| -------- | ---- | ----------------------- | -------- | ------------ | -------- |
| Locul 4  | 2004 | Jocurile Olimpice Atena | Hard     | Alicia Molik | 3–6, 4–6 |

### Finale WTA I

#### Simplu: 3 (2 titluri, 1 finală)
| Rezultat   | An   | Turneu                                            | Suprafață  | Adversar          | Scor     |
| ---------- | ---- | ------------------------------------------------- | ---------- | ----------------- | -------- |
| Câștigător | 2003 | Kremlin Cup, Moscova, Rusia                       | Carpet (i) | Amélie Mauresmo   | 6–2, 6–4 |
| Finalist   | 2004 | San Diego, California, Statele Unite ale Americii | Hard       | Lindsay Davenport | 6–1, 6–1 |
| Câștigător | 2004 | Kremlin Cup, Moscova, Rusia                       | Carpet (i) | Elena Dementieva  | 7–5, 6–0 |